# قطعنامه ۳۳۲ شورای امنیت
قطعنامه ۳۳۲ شورای امنیت سازمان ملل متحد که در تاریخ ۲۱ آوریل ۱۹۷۳ تصویب شد، سندی بین‌المللی دربارهٔ وضعیت خاورمیانه است. این قطعنامه طی نشست ۱٬۷۱۱ام با ۱۱ موافق، ۰ مخالف و ۴ ممتنع تصویب شد.